# Gli amori di Paride ed Elena
Gli amori di Paride ed Elena (Les Amours de Pâris et d’Hélène), anche noto semplicemente come Paride ed Elena o Elena e Paride, è un quadro dipinto da Jacques-Louis David nel 1788. L'opera fa parte della collezione del museo del Louvre di Parigi.

## Storia e descrizione
L'opera nacque da una commissione al pittore da parte del conte d'Artois, poi divenuto re di Francia con il nome di Carlo X. Nella carriera di David l'opera è successiva a La morte di Socrate e precede I littori riportano a Bruto i corpi dei suoi figli. D'ispirazione mitologica, l'opera ritrae due delle figure più importanti dell'Iliade, Elena di Troia e Paride: Paride è seduto al centro ed è quasi completamente nudo tranne per la clamide e il berretto frigio, mentre Elena si trova accanto a lui e si appoggia sulla sua spalla. Gli abiti dei personaggi e l'ambientazione sono più fedeli all'arte greca classica rispetto a quelli delle composizioni precedenti dell'artista a tema mitologico. L'opera davidiana appartiene al genere della pittura galante, e venne interpretata come una satira dei costumi del conte d'Artois.
(Biografia universale antica e moderna, 1839, p. 226)

## Fonti d'ispirazione

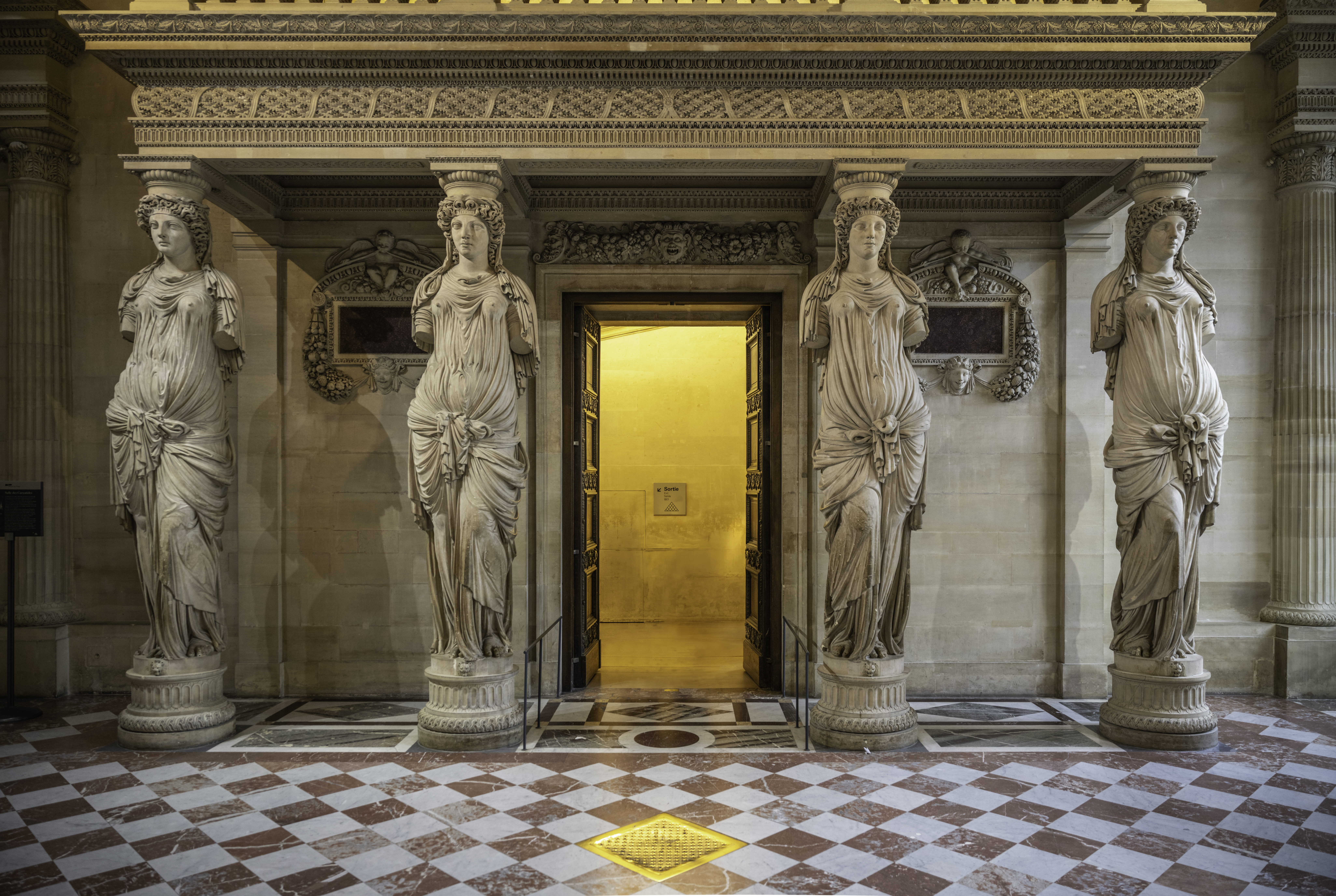
Il gruppo delle cariatidi della sala di Jean Goujon (al museo del Louvre), ripreso nel quadro di David.

Le cariatidi che si trovano nello sfondo della scena sono copiate dalla tribuna delle cariatidi di Jean Goujon (al museo del Louvre) e sono della mano di Jean-Baptiste Isabey.